# Pristimantis altamazonicus
Pristimantis altamazonicus là một loài động vật lưỡng cư trong họ Strabomantidae, thuộc bộ Anura. Loài này được Barbour & Dunn mô tả khoa học đầu tiên năm 1921. Nó được tìm thấy ở Brasil, Colombia, Ecuador, Peru, và có thể cả Bolivia. Môi trường sống tự nhiên của nó là các khu rừng đất thấp ẩm nhiệt đới và cận nhiệt đới.